# Blinky
Blinky  er en fiktiv fisk i The Simpsons-universet. Den optræder i episoden Two Cars in Every Garage and Three Eyes on Every Fish.
Bart Simpson fanger den på en fisketur med sin søster Lisa. Det viser sig, at fisken er muteret som følge af atomaffald udledt i havet fra Springfield Nuclear Power Plant.